# Septoria galiorum
Septoria galiorum är en svampart som beskrevs av Ellis 1882. Septoria galiorum ingår i släktet Septoria och familjen Mycosphaerellaceae.   Inga underarter finns listade i Catalogue of Life.